# Neil Marshall
Neil Marshall (Newcastle upon Tyne, 25 de maio de 1970) é um diretor de cinema e roteirista inglês.
Seu primeiro longa-metragem foi Dog Soldiers,  que embora não tenha tido grande sucesso comercial, rapidamente ganhou status de cult e mostrou o talento do diretor para filmes de terror.[carece de fontes?]
Recebeu o British Independent Film Awards de melhor diretor pelo filme The Descent, que também ganhou um Saturn Award de melhor filme de terror. Um episódio da série Game of Thrones dirigido por Marshall foi nomeado ao Emmy.

## Filmografia Parcial
- 2019 - Hellboy
- 2015 - Tales of Halloween
- 2010 - Centurion
- 2008 - Doomsday
- 2005 - The Descent
- 2002 - Dog Soldiers